# The London Gazette
The London Gazette (Лондонска газета), позната као Gazette (Газета), један је од службених часописа или владинских гласника Владе Уједињеног Краљевства и најзначајнији међу таквим службеним публикацијама у Уједињеном Краљевству, у којима је потребно објављивати одређена законска обавештења.
Остали службени листови владе Уједињеног Краљевства су The Edinburgh Gazette (Единбуршка газета) и The Belfast Gazette (Белфастска газета), које, поред репродуковања материјала од националног значаја објављеног у Лондонској газети, садрже и публикације специфичне за Шкотску и Северну Ирску. Са своје стране, Лондонска газета објављује не само обавештења од значаја за целу земљу већ и она која се односе специфично на субјекте или особе у Енглеској и Велсу. Међутим, одређена обавештења која су од посебног интереса само за Шкотску или Северну Ирску такође је потребно објавити у Лондонској газети.
Лондонска, Единбуршка и Белфастска газета објављују се преко The Stationery Office (TSO) у име Канцеларије за штампу Његовог Величанства и подлежу ауторским правима круне.
Лондонска газета тврди да је најстарији преживели енглески лист и најстарији континуирано објављивани лист у Уједињеном Краљевству, пошто је први пут објављена 7. новембра 1665. као The Oxford Gazette (Оксфордска газета). Овај статус најстаријег листа оспоравају и Stamford Mercury (1712) и Berrow's Worcester Journal (1690).